# Come and get your love
Come and get your love is een lied geschreven door Lolly Vegas.

## Redbone
Het is een single van Redbone. Het is afkomstig van hun album Wovoka. Het is een van de acht singles (Top40), die de muziekgroep van Indiaanse afkomst had in Nederland, waaronder de monsterhit We Were All Wounded at Wounded Knee. De ontvangst in de Lage Landen van Come and get your love was lauw. In de Verenigde Staten haalde het de vijfde plaats in de Billboard Hot 100 waarbij het liefst 18 weken lang behoorde tot de veertig best verkochte singles. Er zouden er aldaar meer dan een miljoen exemplaren over de toonbank gaan.

## Hitnotering
In Nederland en België verkocht Redbone ongeveer in dezelfde mate. In Engeland was het treurnis, het haalde de best verkochte 50 singles niet (aldaar haalde alleen Redbones The Witch Queen of New Orleans de hitparade).

### Nederlandse Top 40
| Hitnotering: week 9 t/m 12 in 1974 | Hitnotering: week 9 t/m 12 in 1974 | Hitnotering: week 9 t/m 12 in 1974 | Hitnotering: week 9 t/m 12 in 1974 | Hitnotering: week 9 t/m 12 in 1974 | Hitnotering: week 9 t/m 12 in 1974 |
| Week:                              | 1                                  | 2                                  | 3                                  | 4                                  |                                    |
| ---------------------------------- | ---------------------------------- | ---------------------------------- | ---------------------------------- | ---------------------------------- | ---------------------------------- |
| Positie:                           | 29                                 | 22                                 | 25                                 | 40                                 | uit                                |

### NederlandseDaverende 30
| Hitnotering: 2-3-1974 t/m 22-3-1974 | Hitnotering: 2-3-1974 t/m 22-3-1974 | Hitnotering: 2-3-1974 t/m 22-3-1974 | Hitnotering: 2-3-1974 t/m 22-3-1974 | Hitnotering: 2-3-1974 t/m 22-3-1974 |
| Week:                               | 1                                   | 2                                   | 3                                   |                                     |
| ----------------------------------- | ----------------------------------- | ----------------------------------- | ----------------------------------- | ----------------------------------- |
| Positie:                            | 28                                  | 21                                  | 21                                  | uit                                 |

### BelgischeBRT Top 30
| Hitnotering: 30-3-1974 t/m 5-4-1974 | Hitnotering: 30-3-1974 t/m 5-4-1974 | Hitnotering: 30-3-1974 t/m 5-4-1974 |
| Week:                               | 1                                   |                                     |
| ----------------------------------- | ----------------------------------- | ----------------------------------- |
| Positie:                            | 19                                  | uit                                 |

## Real McCoy
In 1995 had Real McCoy er opnieuw een hit mee. Het verkocht in de Verenigde Staten opnieuw goed met een 19e plaats in de Top 100. In Europa was de ontvangst wederom lauw.

## Hitnoteringen
In Nederland haalde het de Top 40 niet.

### NederlandseSingle Top 100
| Hitnotering: 7-10-1995 t/m 27-10-1995 | Hitnotering: 7-10-1995 t/m 27-10-1995 | Hitnotering: 7-10-1995 t/m 27-10-1995 | Hitnotering: 7-10-1995 t/m 27-10-1995 | Hitnotering: 7-10-1995 t/m 27-10-1995 |
| Week:                                 | 1                                     | 2                                     | 3                                     |                                       |
| ------------------------------------- | ------------------------------------- | ------------------------------------- | ------------------------------------- | ------------------------------------- |
| Positie:                              | 46                                    | 40                                    | 37                                    | uit                                   |

### Ultratop Single Top 50
Het haalde in België wel de Ultratop, maar niet de VRT Top30
| Hitnotering: 2-9-1995 t/m 6-10-1995 | Hitnotering: 2-9-1995 t/m 6-10-1995 | Hitnotering: 2-9-1995 t/m 6-10-1995 | Hitnotering: 2-9-1995 t/m 6-10-1995 | Hitnotering: 2-9-1995 t/m 6-10-1995 | Hitnotering: 2-9-1995 t/m 6-10-1995 | Hitnotering: 2-9-1995 t/m 6-10-1995 |
| Week:                               | 1                                   |                                     |                                     | 2                                   | 3                                   |                                     |
| ----------------------------------- | ----------------------------------- | ----------------------------------- | ----------------------------------- | ----------------------------------- | ----------------------------------- | ----------------------------------- |
| Positie:                            | 39                                  | x                                   | x                                   | 47                                  | 47                                  | uit                                 |

### Britse Top 50
| Hitnotering: 26-8-1995 t/m 22-9-1995 | Hitnotering: 26-8-1995 t/m 22-9-1995 | Hitnotering: 26-8-1995 t/m 22-9-1995 | Hitnotering: 26-8-1995 t/m 22-9-1995 | Hitnotering: 26-8-1995 t/m 22-9-1995 | Hitnotering: 26-8-1995 t/m 22-9-1995 |
| Week:                                | 1                                    | 2                                    | 3                                    | 4                                    |                                      |
| ------------------------------------ | ------------------------------------ | ------------------------------------ | ------------------------------------ | ------------------------------------ | ------------------------------------ |
| Positie:                             | 19                                   | 24                                   | 39                                   | 58                                   | uit                                  |